# Spilosoma lentifasciata
Spilosoma lentifasciata är en fjärilsart som beskrevs av George Francis Hampson 1916. Spilosoma lentifasciata ingår i släktet Spilosoma och familjen björnspinnare. Inga underarter finns listade i Catalogue of Life.